# 史蜀君
史蜀君（1939年6月26日—2016年2月14日），女，北京人，生于四川重庆。中国电影导演，编剧。

## 生平
1939年6月26日生于重庆。1957年在湖北大沙湖农场劳动。1960年进入中央戏剧学院导演系。1964年毕业后任湖北省歌舞团导演。1975年前往上海电影制片厂工作，历任场记、副导演、导演，和张骏祥、谢晋、舒适等导演合作。1983年开始独立拍片，执导《女大学生宿舍》。获得许多奖项。
2016年2月14日在上海去世。

## 导演作品
| 时间   | 名称               | 类型   |
| ------ | ------------------ | ------ |
| 1983年 | 《女大学生宿舍》   | 电影   |
| 1986年 | 《失踪的女中学生》 | 电影   |
| 1987年 | 《月朦胧鸟朦胧》   | 电视剧 |
| 1988年 | 《夏日的期待》     | 电影   |
| 1989年 | 《庭院深深》       | 电影   |
| 1990年 | 《燃烧的婚纱》     | 电影   |
| 1992年 | 《面对红十字》     | 电影   |
| 1992年 | 《女大学生之死》   | 电影   |
| 1996年 | 《小娇妻》         | 电影   |